# Брідок (Звягельський район)
Брідо́к (до 1946 року — Клярівка, раніше — слобода Клярин) — село в Україні, в Ємільчинській селищній територіальній громаді Звягельського району Житомирської області. Кількість населення становить 61 особу (2001).

## Географія
На північно-західній околиці села є ставок з площею водного дзеркала 40,07 га. На західній околиці села бере початок річка Бастова, ліва притока річки Уж.

## Населення
В кінці 19 століття в поселенні проживало 187 мешканців, дворів — 30, у 1906 році — 282 жителі, дворів — 34.
Станом на 1923 рік в слободі нараховувалося 53 двори та 334 мешканці, у 1924 році — 372 особи (з перевагою польської національности), дворів — 65.
Відповідно до результатів перепису населення СРСР, кількість населення, станом на 12 січня 1989 року, становила 87 осіб. Станом на 5 грудня 2001 року, відповідно до перепису населення України, кількість мешканців села становила 61 особу.

## Історія
В кінці 19 століття — Клярівка (пол. Klarówka), колонія Барашівської волості Житомирського повіту.
У 1906 році — Клярин, слобода Барашівської волості (1-го стану) Житомирського повіту Волинської губернії. Відстань до губернського та повітового центру, м. Житомир, становила 83 версти, до волосного центру, с. Бараші — 10 верст. Найближче поштово-телеграфне відділення розташовувалося у Горошках.
У березні 1921 року, в складі волості, передана до новоствореного Коростенського повіту Волинської губернії. У 1923 році увійшла до складу новоствореної Симонівської сільської ради, котра, від 7 березня 1923 року, включена до складу новоутвореного Барашівського району Коростенської округи. Відстань до районного центру, с. Бараші, 10 верст, до центру сільської ради, с. Симони — 3,5 версти.
Під час загострення сталінських репресій проти українського народу в період 1920—1940 років минулого століття органами НКВС, було безпідставно заарештовано і позбавлено волі на різні терміни 13 мешканців слободи Клярин, з яких 5 чоловік розстріляно. Нині всі жертви тоталітарного режиму реабілітовані.
7 червня 1946 року, відповідно до указу Президії Верховної ради Української РСР «Про збереження історичних найменувань та уточнення і впорядкування існуючих назв сільрад і населених пунктів Житомирської області» с. Клярівка перейменоване на с. Брідок. 30 грудня 1962 року, в складі сільської ради, внаслідок ліквідації Барашівського району, включене до Ємільчинського району Житомирської області.
29 березня 2017 року село включене до складу новоствореної Ємільчинської селищної територіальної громади Ємільчинського району Житомирської області. Від 19 липня 2020 року, разом з громадою, в складі новоствореного Новоград-Волинського (згодом — Звягельський) району Житомирської області.